# Becker Point
Der Becker Point ist eine Landspitze an der Scott-Küste des ostantarktischen Viktorialands. Sie ragt am Fuß des Miers Valley in den Denton Hills in die Eismassen des Koettlitz-Gletschers hinein.
Das Advisory Committee on Antarctic Names benannte die Landspitze 1994 nach Robert A. Becker, von 1982 bis 1990 Vizepräsident und Projektleiter der Firma ITT Antarctic Services Inc., einem Auftragnehmer der National Science Foundation für Antarktika.